# 배측봉선핵
배측봉선핵(dorsal raphe nucleus, DRN)은 솔기핵(봉선핵) 등쪽 등줄핵으로 뇌간 중앙에 위치하며 등줄 핵 중 하나이다. 주둥이(rostral, 부리모양)와 꼬리(caudal) 부분이 있다.
- 등쪽 등줄의 주둥이 측면은 더 나아가 관다발사이(interfascicular), 복측(ventral,배쪽), 복외측(ventrolateral,배가쪽) 및 배측(dorsal,등쪽) 아핵들(subnuclei)로 나뉜다.
- 등쪽 등줄의 돌출부는 지형적으로 다양하므로 아핵(subnucleus)의 돌출부와는 구분된다.[1]

등쪽 등줄(배측봉선핵)의 측면에서 세포 수가 증가하는 것은 인간과 다른 영장류의 특징으로 보여진다.

## 세로토닌
등쪽 등줄은 가장 큰 세로토닌성 핵이며 세로토닌 신경 분포의 상당 부분을 전뇌에 제공한다.
세로토닌성 뉴런은 배측봉선핵 전체에서 발견되며 다른 세포보다 큰 경향이 있다. 물질 P를 합성하는 실질적인 세포 집단은 주둥이(rostral) 측면에서 발견되며, 이들 중 다수는 세로토닌과 물질 P(Substance P ,SP)를 공동 발현한다. 또한 주둥이 등줄에 뉴런을 합성하는 카테콜아민 집단이 있으며,이 세포는 상대적으로 큰 것으로 보인다.
등쪽 등줄 핵(배측봉선핵)은 시냅스전신경세포(pre-synaptic neuron) 세로토닌 5-HT1A(5-HT1A receptor) 자가수용체(autoreceptor)가 풍부하며, 이 부위의 선택적 세로토닌 재흡수 억제제 (SSRI)의 작용이 항우울제 효과의 지연을 담당한다는 사실을 지지하는 연구결과가 있다.

## 같이 보기
- 망상체 활성화 시스템